# جيمس تاون (سانت هيلانة)
جيمس تاون عبارة عن ميناء وعاصمة جزيرة سانت هيلينا. يقدر تعداد سكانها بحوالي 1000 نسمة. تم تأسيسها 1659 بواسطة شركة الهند الشرقية. من أبرز معالم المدينة سلم يعقوب ذو ال699 درجة والذي بني عام 1829 لربط العاصمة بالهضبة ولا يزال يُستخدم حتى الآن كمعلم سياحي.

## السكان
يتناقص عدد سكان جيمس تاون بالتزامن مع تناقص عدد سكان الجزيرة ككل ولكنه يتناقص أيضاً لسبب آخر هو نمو ضاحية هاف تري هولو (Half Tree Hollow)

## العمارة
تحتوي المدينة عدة أمثلة للعمارة الأثرية اعتبرتها اليونسكو كموقع للتراث العالمي كما توجد عدة مبانى مبنية بالصخور البركانية.
تكتمل المدينة بوجود كنيسة وميناء لتفريغ البضائع التي تصل للمدينة